# Cosmia natalensis
Cosmia natalensis är en fjärilsart som beskrevs av Louis Beethoven Prout 1925. Cosmia natalensis ingår i släktet Cosmia och familjen nattflyn. Inga underarter finns listade i Catalogue of Life.